# Lomme
En lomme er en lille pose i klæder fx bukselomme, jakkelomme, skjortelomme, vestelomme eller trøjer. Lommer kan benævnes efter, hvor de sidder på tøjet fx baglomme eller sidelomme, eller efter deres anvendelse fx urlomme. I cowboybukser er lommerne ofte påsyet. I ældre litteratur bruges lommer også om en pose eller taske bundet om livet, dette kaldes nu en ”pengekat” eller ”rejsepung”.
Medicinsk bruges lomme om en lommelignende fordybning i vævet, som fx kan indeholde pus (betændelse).

## Sammensatte udtryk
Ting, der opbevares i lommen, benævnes efter denne, fx lommetørklæde, lommeur, lommeregner, lommepenge, lommebog, lommeflaske, lommelærke og lommekniv. I talemåder bruges lomme også fx lommesmerter og have penge på lommen.
Tyve der stjæler penge fra folks lommer kaldes lommetyve.